# Balaur (dinosaurie)
Balaur (rumänska för "drake"), var en fågelliknande dinosaurie vars fossil påträffats i Rumänien. Balaur är ett släkte inom familjen Dromaeosauridae, som också inkluderar den mer välkända Velociraptor. Balaur särskiljer sig dock från andra dromaeosaurider på flera sätt i sin anatomi, och har beskrivits som en "kickboxare" bland dromaeosaurider, som annars tros ha varit ganska gracila, snabbfotade djur. Balaur utmärker sig bland annat genom att den hade två stora, krökta klor på varje fot, medan andra dromaeosaurider bara hade en enda krökt klo på vardera foten. Släktet tros ha levt i slutet av kritaperioden för omkring 70 miljoner år sedan. Fyndet har publicerats som mycket viktigt och intressant, eftersom det beskrivits som mycket extraordinärt till sin morfologi.

## Upptäckt
År 2009 hittade forskaren Matyas Vremir ett inkomplett fossil efter en dinosaurie i närheten av staden Sebeș i Alba i centrala Rumänien. Det visade sig härröra från ett släkte som inte namngivits tidigare. Sedan flera år tillbaka hade man känt till en del liknande fossila lämkningar, men man hade haft svårigheter att klassificera dem, eftersom skelettdelarna man hittat var så ovanliga i uppbyggnaden. Med Vremirs fynd kom man i dock underfund med att det var en dromaeosaurid. Till en början föreslogs det att det nya släktet skulle kallas Seleraptor ("Kvick/snabb rövare"), men sedan beslöt man sig för att den skulle heta Balaur bondoc, som betyder "Kraftig drake", och anspelar på det (för en dromaeosaurid) ovanligt kraftiga skelettet. Avhandlingen publicerades i journalen Proceedings of the National Academy of Sciences den 31 augusti 2010.
Holotypskelettet (EME PV.313) består av frambenen, några ryggkotor och revben, bäckenben och korsben, delar av ett bakben, och en komplett vänsterfot. Fossilet, som tros vara från en hona, var den dittills mest kompletta rovdinosaurien från yngre krita-periodens Europa. Delar efter andra, kanske större exemplar, finns rapporterade.

## Beskrivning

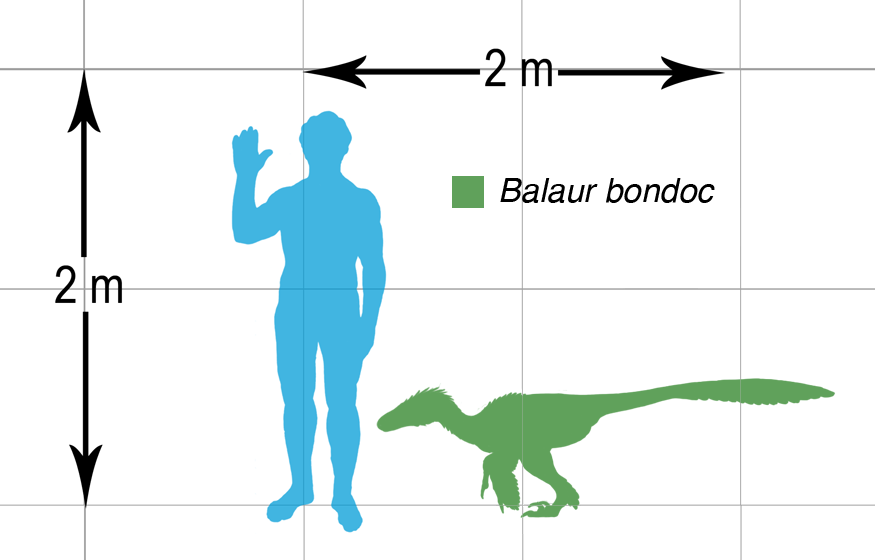
Storleksjämförelse mellan Balaur och människa.

I likhet med majoriteten av dromaeosaurider var Balaur en ganska liten dinosaurie. Den tros ha mätt omkring 2 meter från nos till svansspets och förflyttade sig förmodligen uteslutande med hjälp av bakbenen, vilka verkar ha varit mycket kraftfulla. Den tros dock inte ha varit en utpräglad löpare, utan använde kanske sina kraftiga ben som vapen när den slogs. Det kraftiga skelettet och kroppsbyggnaden kan enligt Stephen L. Brusatte tyda på att den inte levde på samma sätt som andra dromaeosaurider, utan förlitade sig mer på styrka än smidighet för att dra omkull byten. I sådant fall tog den då hjälp av sina kraftfulla ben och vassa, krökta klor.
Typiskt för dromaeosaurider (och deras nära släktingar troodontiderna) är att den andra tån på foten var uppfällbar, och utrustad med en extra krökt klo, som man tror kan ha använts som vapen eller för att klättra på trädstammar. Balaur skiljer sig dock från dessa, genom att den istället hade dessa krökta klor i "dubbel upplaga", och hade extra krökta klor på både första och andra tån på vardera foten. Balaur skiljde sig också från andra dromaeosaurider genom att framfötterna bara hade två användbara "fingrar" var. Det yttersta fingret var mycket reducerat i storlek, och kanske till största delen inbäddat under hud.
Man har inte funnit några bevis för att Balaur hade fjädrar. Det finns dock en del fossil som antyder att dess nära släktingar kan ha burit fjädrar, och det är därför möjligt att Balaur också gjorde det.

## Paleobiologi
Många forskare tror att Europa vid slutet av kritaperioden var ett stort havsområde med ett flertal små öar, bebodda av populationer med dinosaurier som ofta var betydligt mindre i kroppsstorlek än sina släktingar på fastlandet. Detta baseras på de fossil man hittat av småvuxna sauropoder (se Magyarosaurus) och ornithopoder, som är mycket mindre än de som man tror levde på fastlandet. Dessa småvuxna växtätares fossil har hittats i närheten av platsen där Balaur hittades, och de kan ha utgjort föda för de robusta dromaeosauriderna. I området har man också hittat fossil efter sköldpaddor, flygödlor, fiskar, groddjur, krokodiler, fåglar, ormar, ödlor och däggdjur. Med fyndet av Balaur har Csiki ansett att det förefaller möjligt att det måste ha funnits landbryggor till fastlandet, för att djuren skulle kunnat ta sig till de öar som man tror existerade. Denna förklaring har dock tidigare "inte varit riktigt godkänd".